# Sekundærrute 165
Sekundærrute 165 er en rutenummereret landevej på Fyn.

Landevejen strækker sig fra Odense, til Aunslev via blandt andet Kerteminde og Munkebo. Vejen er 30 kilometer lang.
Den har forbindelse med Ring 3